# Biträdande professor
Biträdande professor är en akademisk titel som finns i Finland och i Sverige.

## Finland
I Finland fick universitetsadjunkter 1951 titeln biträdande professor. Deras tjänster gjordes på 1960-talet om till biträdande professurer och 1998 till professurer.

## Sverige
I Sverige infördes titeln biträdande professor 1969 för forskare med tjänsteställning närmast under professor. Titeln ersatte de tidigare laborator, observator, preceptor och prosektor.
Under 1990-talet kunde en universitetslektor befordras till biträdande professor. Titeln är inte längre allmänt förekommande i Sverige, men har aktualiserats igen 2007 i den så kallade Befattningsutredningen (SOU 2007:98) som ett nytt karriärsteg på nivån under professor. Till skillnad från professor och lektor är befattningen inte reglerad i högskoleförordningen, i stället är det upp till varje högskola att klargöra villkor och meriter för tjänsten. Därför skiljer sig tjänsterna åt mellan olika lärosäten. Universitets- och högskolerådet anger associate professor som engelsk översättning, men noterar att det främst gäller Nordamerika samt att även lektorer och biträdande lektorer kan översättas med samma begrepp.
Idag förekommer biträdande professor i anställningsordningarna vid bland annat högskolorna i Borås, Halmstad och Kristianstad, Chalmers tekniska högskola samt Linköpings universitet och Luleå tekniska universitet. Malmö universitet anger i sin anställningsordning att en forskare kan befordras från biträdande professor till professor, men anställningsordningen medger inte nyanställning av biträdande professorer.